# Pedal (música)
Pedal és una nota prolongada sobre la qual se succeeixen diferents acords. Habitualment es realitza en la veu més greu, tot i que també es pot donar en altres veus. Normalment, la nota pedal és la tònica o la dominant de la tonalitat en què es troba el fragment. En progressar els acords amb aparent independència de la nota pedal, provoquen sovint sonoritats dissonants, com per exemple l'acord de segona, quarta i sèptima major, molt característic dels pedals i utilitzat per a crear tensió harmònica.
En una fuga, el pedal se sol utilitzar a l'última part, anunciant la cadència final. L'origen del pedal es troba en el Bordó que utilitzen com a fórmula d'acompanyament d'alguns instruments populars, com la cornamusa o la viola de roda.